# Elmsett
Elmsett är en by (village) och en civil parish i Babergh, Suffolk i östra England, Orten har 730 invånare. Den har en kyrka.